# 伊藤和典
伊藤和典（日语：／，1954年12月24日—），日本编剧。出身於山形县上山市。早稻田大学第一文學部中退。

## 主要作品
動畫部分
- 1979年：《人造人009》（制作進行）
- 1980年：《骑鹅历险记》（制作進行）
- 1981年：《福星小子》（文藝製作、系列構成、編劇）
- 1982年：《通靈學園大作戰》（編劇）
- 1983年：（編劇）
- 1983年：《魔法小天使》（系列構成、編劇）
- 1988年： 《機動警察》（系列構成、編劇）
- 1989年：《機動警察劇場版》（編劇）
- 1993年：《機動警察劇場版Ⅱ》（編劇）
- 1995年： 《攻殻機動隊》（編劇）
- 2016年：《機動警察REBOOT》（與吉浦康裕共同編劇）

真人電影部分
- 1995年： 《卡美拉 大怪獸空中決戰》（編劇）
- 1996年： 《卡美拉2 雷吉翁襲來》（編劇）
- 1996年： 《卡美拉3 邪神覺醒》（編劇）
- 2012年 ：  《貞子3D》（編劇協力）

## 外部連結
- （日語） 伊藤和典公式ホームページ（コンテンツ保存） （页面存档备份，存于）
- 伊藤和典的X（前Twitter）